# Podmornica klase Virginia
Nuklearne podmornice klase Virgina su najnovije podvodne jedinice u arsenalu SAD-a.

## Uvod
U vrijeme pada Berlinskog zida SAD su gradile zahtjevne i vrlo učinkovite podmornice. Klasa Seawolf (SSN-21) predstavlja posljednjeg klasičnog lovca podmornica (napadna podmornica) otvorenog oceana. Cijena te podmornice nevjerojatnih mogućnosti bila je previsoka i mornarica je morala priznati da narudžba daljnjih 30 podmornica te klase nije u nacionalnom interesu. Umjesto tog programa mornarica je odlučila da se konstruira potpuno nova podmornica drukčijeg dizajna koja će imati izvrsne taktičke osobine kako u oceanskim dubinama tako i u relativno plitkim priobalnim vodama.

## Povijesni razvoj
Tijekom 1998. General Dynamics Electric Boat (GDEB) počeo je s opsežnim pregledom ispitivanja dizajna nuklearnih podmornica, konstrukcijskih postupaka njihove izgradnje koji su obećavali smanjivanje troškova izgradnje i smanjenje cijene podmornice kroz njezin radni vijek. Taj program ispitivanja provodio se korak po korak za svaku tehničku disciplinu koja je bila uključena kako bi se odstranila svaka moguća nedjelotvornosti izabranih procesa, programa i tehnologija. GDEB je također procijenio dizajn i konstrukcijske metode kojim se koriste američke tvrtke u proizvodnji zrakoplova, automobila, energetske električne opreme i brodograđevnih komponenti. Pregled je uključivao usporedbu suparničkih inženjerskih procesa te procjenu računalnih alata i programa kako bi se mogli optimizirati proizvodni procesi u izgradnji budućih generacija površinskih brodova i podmornica.
Koristeći se iskustvima tih ispitivanja US Navy, Electric Boat i Newport News Shipbuiding radili su zajedno od 1998. do 2002. godine na devet različitih studija koje su se odnosile na definiranje oblika, veličine i operativne dubine za klasu Virginia. Tim je uključivao podmorničare, brodograđevne inženjere, industrijske suradnike i zapravo sve one koji su na bilo koji način utjecajni na životni ciklus podmornice. Svaka od tih skupina dobila je priliku pomoći uobličavanju nove podmornice. Na klasi Virginia uspjela se postići nezamjetljivost iste klase kao i kod klase Seawolf uz smanjenje od 30% u ukupnoj cijeni podmornice. Kako operativna dubina zarona i brzina podmornice u novim taktičkim zamislima nisu od presudne važnosti za podmorničke misije, a u cijeni podmornice ta dva čimbenika imaju golemi utjecaj odlučeno je da Virginia nema potrebe za postizanjem vršne brzine i dubine zarona koju postiže podmornica Seawolf.
Zbog zahtjeva za višemjesečnim djelovanjem u prikrivenom (zaronjenom) stanju u visokom stupnju borbene spremnosti neizbježno je bilo opremiti novu podmornicu dovoljno učinkovitim i pouzdanim nuklearnim pogonom. Prema američkim izvorima na novom reaktoru na klasi Virginia nije potrebno mijenjati nuklearno gorivo u čitavom životnom vijeku podmornice. Podmornica je sposobna za obavljanje vrlo različitog spektra različitih misija, uključujući protupodmorničke, protupovršinske (protubrodske), minsko ratovanje, raketne udare, specijalne operacije, obavještajne, ophodne i izvidničke zadaće. Radi konstruiranja podmornice Virginia mornarica i Electric Boat koristili su IDMS (Integrated Design Manufacturing System) kao pomoć u smanjenju cijene razvoja programa.

## Razvojne inovacije
Virginia je prvo američko ratno plovilo konstruirano gotovo isključivo uporabom računala i na njoj je bilo 84% manje konstrukcijskih izmjena tijekom izgradnje u usporedbi s brojem konstrukcijskih izmjena na projektu Seawolf - posljednjoj podmornici konstruiranoj na klasični "papirnati" način na crtaćim daskama. IDMS omogućava inženjerima trodimenzijalni pogled na bilo koji odjeljak podmornice, na sve ugrađene dijelove, cjevovode i energetske kabele uzduž podmornice. Na taj je način izbjegnuta izrada skupih drvenih modela i dugotrajno ispitivanje na njima koje je odnosilo dosta vremena. Lekcije i iskustva stečena u konstrukciji podmornice Virginia mornarica je iskoristila u sljedećim programima kako novogradnji tako i programa rekonstrukcije (kao što je program rekonstrukcije SSGN podmornica) gdje su se proces i metodologija primjene IDMS-a pokazali vrlo zahvalnim.
Pri izgradnji podmornice Virginia, mornarica je implementirala i nove postupke izgradnje čvrstog trupa. Umjesto dosadašnje prakse izrezivanja otvora na čeličnim limovima radi unosa i instaliranja opreme na novoj podmornici primijenjen je modularni način konstruiranja i izgradnje. Taj pristup prvi put je primijenjen u izgradnji balističkih podmornica klase Ohio. Ovakav pristup je omogućio da mnogi odjeljci podmornice Virginia budu instalirani u potpunosti prije nego što čvrsti trup bude zatvoren. Ono u čemu se konstrukcija Virginie i Ohio podmornice razlikuju je činjenica da su Virginijini odjeljci opremljeni prije nego što su sekcije zavarene zajedno. Takvim pristupom izbjegnuto je nepotrebno rezanje čvrstog trupa, oprema i sustavi se puno lakše mogu instalirati jer se ugrađuju u standardiziranim modulima i pod povoljnim uvjetima okruženja u kojem mogu biti brzo i uspješno ispitani i prije ugradnje u cilindar čvrstog trupa. Vrlo važno je da takav modularni način ugradnje omogućuje veliku prilagodljivost za smještaj budućih tehničkih nadogradnji.
Tipičan primjer takvog pristupa je Command and Control System Module (CCSM) - zapovjedno-kontrolni sistemski modul. Prije nego što je ugrađen na podmornicu CCSM bio je testiran, verificiran i čak programski nadograđen u General Dynamics Electric Boat Shipyardu u Grotonu.
Korištenjem svih prednosti ovakvog pristupa mornarica je mogla testirati najveći dio elektroničkih sustava znatno ranije, već u konstrukcijskom razdoblju i prvi put u povijesti izgradnje podmornica provesti ispitivanja zapovjedno-nadzornog sustava kritičnim parametrima njihovih funkcija. U procesu takvog modularnog ispitivanja opreme i sustava u programu Operational Test & Evaluation Force definirane su razine najviše potencijalne operativne učinkovitosti i potencijalne operativne zamjenjivosti.
Dizajniranje i konstrukcija podmornice Virginia puno se oslanjalo na komercijalne tehnologije dostupne na tržištu - commercial off the shelf technologies (COTS).
Korištenje komercijalno dostupnih proizvoda, opreme i tehnologija otvorilo je mogućnost rezanja proizvodnih troškova konstruiranja i proizvodnje uz istodobno zadržavanje najviših standarda u povezivanju sustava i podsustava u jednom "otvorenom" sustavu konstruiranja.
Virginia je prva nuklearna podmornica koja je konstrukcijska arhitektura izvedena na ovakav "otvoreni" način i uz čitav skup za mornaricu pozitivnih presedana. Unutrašnji i vanjski dizajn podmornice Virginia su po mnogo čemu revolucionarni. Naprimjer, Photonic jarbol - nova neuvlačiva zamjena za dosadašju klasičnu inačicu teleskopski izvlačivog periskopa. Takva konstrukcija periskopa dopustila je brojne konstrukcijske izmjene kako izvana tako i unutar podmornice. Kako periskop više fizički ne povezuje toranj s brodskom središnjicom, konstruktori su mogli preseliti toranj podmornice naprijed i na taj način poboljšati hidrodinamičke karakteristike podmornice. Istodobno brodska središnjica premještena je za jednu sekciju natrag i jednu palubu niže. Na taj način došlo se do određenog povećanja tradicionalno malog prostora u kojem su se prikladnim rasporedima prostorija i opreme poboljšali uvjeti života i rada posade. Zahvaljujući Photonic jarbolu, podmorničari s Virginie mogu promatrati površinu preko kamera u boji, u crno - bijeloj tehnici visoke rezolucije te u infracrvenom spektru.
Preko brojnih kontrolnih zaslona obavlja se videonadzor nad mnogim borbenim stanicama na podmornici. Pritom je osigurano da nadzor nad podmornicom, sonarom, navigacijom, oružnim sustavima te ostalim vitalnim sustavima bude stalan i s jednog mjesta u brodskoj središnjici. U sklopu promjena koje su provedene je i mogućnnost da zapovjednik podmornice iz svoje kabine bude povezan s brodskom središnjicom, odnosno sa sustavima navigacije i oružnim sustavima.

## Elektronična oprema
S obzirom na to da su buduće podmorničarske zadaće sve više okrenute prema djelovanju u relativno plitkim vodama, podmornica Virginia optimizirana je za opstanak i u priobalnim vodama.
Njezina sonarna oprema konstruirana je tako da "čuje" čisto unatoč grubom akustičnom okruženju i prikrivenim misijama. Sonarna oprema uključuje pramčanu sferu s Lightweight Wide Aperture Array sonarom te TB-16 i TB-29 tegljenim sonarom te dodatnom prislušnom akustičnom opremom raspoređenom po vanjskom trupu i tornju podmornice. Sonarna oprema je prilagođena za otkrivanje i lociranje tihih konvencionalnih podmornica i posebno morskih mina svih vrsta koje su velika prijetnja za svaku podmornicu koja djeluje u blizini obale. Osim toga Virginia ima mogućnost uporabe sustava za daljinsko minsko pretraživanje (Long-term Mine Reconnaissance System) koji dodatno povećava njezinu sposobnost protuminskog djelovanja.
Radi omogućavanja komuniciranja s ostalim združenim ili savezničkim snagama i olakšavanja sudjelovanja u ForceNet-u, Program Executive Officer (podmornice) i Program Executive Officer (C4I i svemir) ugrađen je tzv. Common Submarine Radio Room (CSRR) komunikacijski sustav. Konstruiran je tako da omogući Virginiji iznimne komunikacijske mogućnosti tako da će u budućnosti taj sustav biti ugrađen u sve podmornice u aktivnoj službi. Uspostavljanjem istih komunikacijskih standarda za sve koje su postavljene sustavom ForceNet, CSRR će moći primati i slati informacije o protivničkim snagama i omogućiti uvid u taktičku situaciju vlastitim snagama koje će moći izvesti udar na protivnika makar bile i tisućama milja udaljene.

## Posada
Virginia je dizajnirana s vrlo visokim stupnjem automatizacije tako da može djelovati s posadom čije brojno stanje nije više od 120 članova. Gledano u odnosu na podmornice Los Angeles (SSN-688) i Seawolf koje imaju po 134 člana posade to smanjuje troškove više od 10%. Uz stalno povećanje stupnja automatizacije, ali i pouzdanosti ugrađenih sustava bila je vrlo važna i odluka mornarice o mogućnosti smanjenja potrebnog osoblja u službi. Tako za razliku od ostalih sličnih podmornica koje u navigacijskoj službi za vrijeme plovidbe imaju četiri čovjeka (službujućeg časnika u plovidbi, šefa smjene, kormilara i zapovjednika trim-pulta) na Virginiji samo dva podmorničara rade za ekranima osjetljivim na dodir i joysticima, kojima se kao i u modernim zrakoplovima kontrola i navigacija podmornicom ostvaruje sustavom fly-by-wire.
U konstrukciji podmornice Virginia uklonjena je stara podmorničarska praksa uporabe tzv. toplih kreveta. Prilikom konstrukcije posebna pozornost posvećena je dizajniranju stambenih i zajedničkih prostora. Osim zapovjednika i časnika posada je smještena u ugodne šesterokrevetne kabine, koje podmorničarima pružaju dovoljno privatnosti, ali i dovoljno prostora za smještaj njihove opreme i osobnih stvari. Posebno se vodilo računa da se dragocjeni prostor u podmornici ne potroši na suvišne prolaza i hodnika u području smještajnog prostora za posadu.

## Namijenjene zadaće
Zamisao američkih pomorskih stratega i brodograđevnih konstruktora bila je da Virginia svojoj posadi pruži najveće mogućnosti za uspjeh kada isplovi na zadaću. S većom količinom oružja u svojih 12 okomitih lansirnih cijevi nego klasa Los Angeles, Virginia je sposobna trajno provoditi protupodmorničke i protupovršinske operacije koje su sastavni dio programa Sea Shield. Također je sposobna provesti Sea Strike operacije lansiranjem svojih oružja iz okomitih lansera i torpednih cijevi. 
Nova napadna podmornica sposobna je ukrcati više pripadnika specijalnih snaga nego poboljšana Los Angeles klasa. Ukrcaj i duži boravak pripadnika specijalnih postrojbi omogućen je izmjenjivoj konfiguraciji torpedne komore koja omogućava SEAL snagama smještajni prostor, pospremanje opreme i oružja pa čak i vježbovne aktivnosti. Inovativni sustav lock-in/lock-out komora za izlazak i ulazak SEAL snaga u podmornicu i sustav suhih komora (Advanced SEAL Delivery System) također su znatno pridonijeli da Virginia postane svestrana i nevidljiva Sea Strike i Sea Basing platforma.